# Advance (Missouri)
Advance ist eine City im Stoddard County im US-Bundesstaat Missouri. Sie liegt 170 km südlich von St. Louis. Das U.S. Census Bureau hat bei der Volkszählung 2020 eine Einwohnerzahl von 1349 ermittelt. 

## Geografie
Advance liegt im Südosten von Missouri im Mittleren Westen der Vereinigten Staaten. In der Stadt treffen die Missouri State Route 25 und die Missouri State Route 91 aufeinander. Nach Angaben des United States Census Bureau beträgt die Fläche von Advance 2,3 Quadratkilometer.

## Demografie
Nach der Volkszählung im Jahr 2000 leben in Advance 1244 Menschen in 544 Haushalten und 384 Familien. Ethnisch betrachtet setzt sich die Bevölkerung aus rund 98 Prozent weißer Bevölkerung sowie kleineren Minderheiten zusammen.
In 25,4 % der 544 Haushalte leben Kinder unter 18 Jahren, in 49,8 % leben verheiratete Ehepaare, in 11,2 % leben weibliche Singles und 36,0 % sind keine familiären Haushalte. 34,6 % aller Haushalte bestehen ausschließlich aus einer einzelnen Person und in 24,1 % leben Alleinstehende über 65 Jahre. Die durchschnittliche Haushaltsgröße liegt bei 2,20 Personen, die von Familien bei 2,80.
Auf die gesamte Stadt bezogen setzt sich die Bevölkerung zusammen aus 19,6 % Einwohnern unter 18 Jahren, 8,5 % zwischen 18 und 24 Jahren, 23,2 % zwischen 25 und 44 Jahren, 22,2 % zwischen 45 und 64 Jahren und 26,5 % über 65 Jahren. Der Median beträgt 44 Jahre. Etwa 59,1 % der Bevölkerung ist weiblich.
Der Median des Einkommens eines Haushaltes beträgt 27.734 USD, der einer Familie 38.167 USD. Das Pro-Kopf-Einkommen liegt bei 15.036 USD. Etwa 12,9 % der Bevölkerung und 8,1 % der Familien leben unterhalb der Armutsgrenze.